# Tre Cime

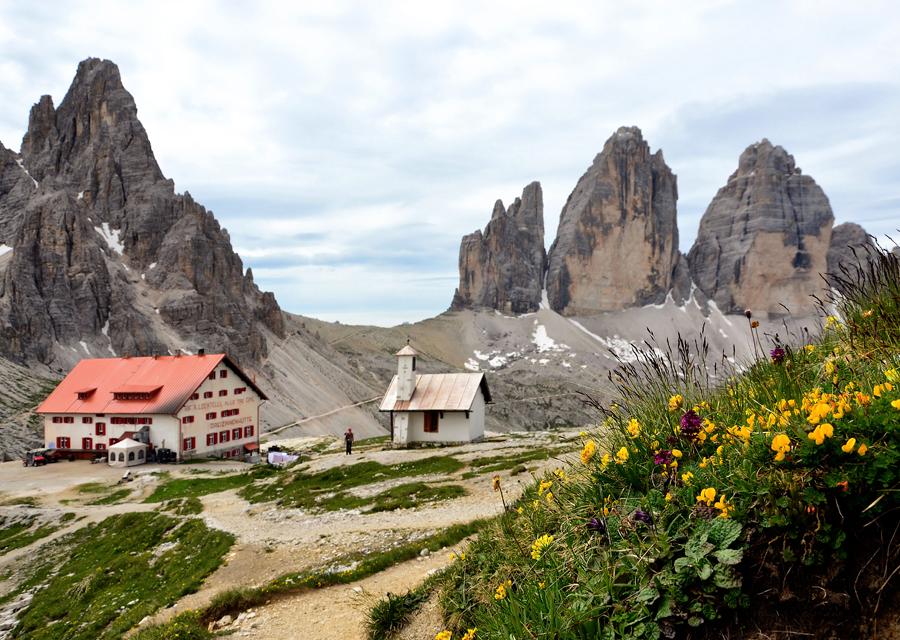

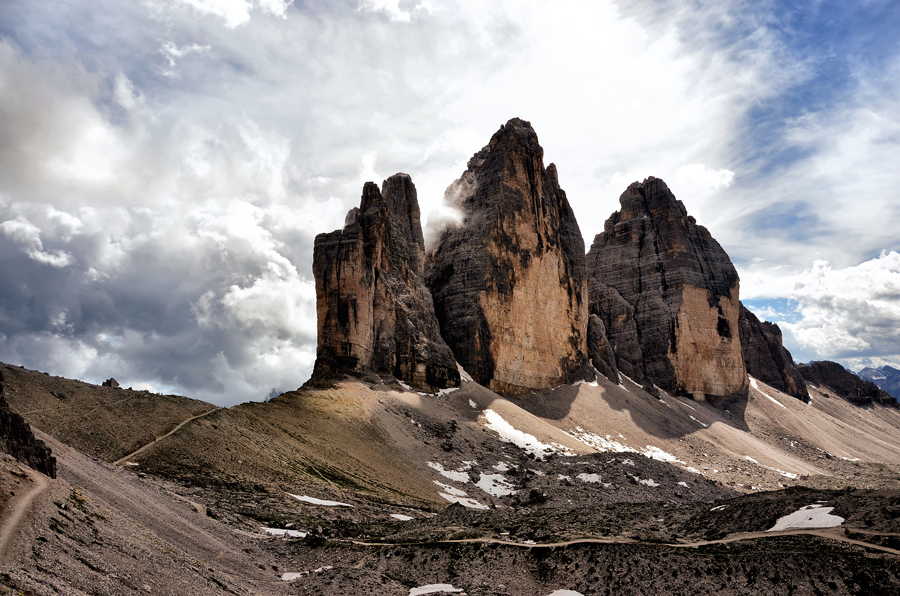

Tre Cime di Lavaredo / Drei Zinnen (tři štíty Lavaredské) jsou impozantní tříčlenná skupina skalních štítů v severní Itálii, nejčastější symbol Dolomit. Vyrůstají kolmo ze sutinových polí. Nejvyšší je prostřední Cima Grande/Große Zinne (Velký štít, 2999 m), dále západní Cima Ovest/Westliche Zinne (Západní štít, 2973 m) a nejnižší je a Cima Piccola/Kleine Zinne (Malý štít, 2875 m). Ve vysokých a silně převislých severních stěnách Cima Grande (z 550 m výšky je prvních 220 m převislých asi 30 m od základny) a Cima Ovest („střecha světa“) se posouvaly možnosti sportovního lezení. Do stěn Cimy Grande se zapsali významnými prvovýstupy i čeští horolezci, bratři Coubalové, kteří vytvořili cesty Alpská růže a Cestu na památku Claudio Barbiera. Posledním zápisem českých horolezců do stěn Tre Cime je Erectissima čtveřice Dušan Janák, Pavel Jonák, Václav Šatava a Miroslav Peťo z roku 2010. Název Tre Cime je ve skutečnosti poněkud nepřesný, neboť nejnižší ze štítů, běžně označovaný Cima Piccola, jsou vlastně štíty tři. Při nejznámějším pohledu ze severu, od chaty Drei Zinnen Hütte, vypadají jako jeden vrchol vlevo od Cima Grande/Große Zinne, ale jsou to tři samostatné věže, pojmenované Cima Piccolissima/Torre Preuß, Punta di Frida a vlastní Cima Piccola.

## Prvovýstupy
Cima Grande
- První výstup na Cimu Grande – rakouský horolezec Paul Grohmann s horskými vůdci Franzem Innerkoflerem a Peterem Salcherem v roce 1869, dnešní normálka. Nástup z jihu směrem na štěrbinu mezi Cima Piccola a Cima Grande, odbočit doleva žlabem a z něho do vlastního masívu Cima Grande. Stěna obtížnosti III a nad ní už lehčí skalou a sutinou na vrchol. Hlavním rizikem jsou padající kameny, shazované množstvím vystupujících (přilba!). 4–5 hodin.
- Prvovýstup na Cimu Grande severní stěnou – Emilio Comici, bratři A. a G. Dimaiovi v roce 1933, 3 dni, obtížnost VI.
- První sólovýstup na Cimu Grande severní stěnou – Emilio Comici v roce 1937 vlastní cestou.
- První zimní výstup na Cimu Grande severní stěnou – Walter Bonatti a C. Mauri v roce 1953.
- První československý výstup na Cimu Grande severní stěnou – Radovan Kuchař a Zdeno Zibrín cestou Emilia Comiciho v roce 1961.
- Prvovýstup Diretissimou severní stěny Cimy Grande – saští horolezci Dietrich Hase a Lothar Brandler, První free sólo této cesty Alexander Huber 2002[1]
- Český prvovýstup v severní stěně Cimy Grande – Alpská růže (9-), Miroslav a Michal Coubal, 1988[2].
- Český prvovýstup v severní stěně Cimy Grande - Cesta na památku Claudio Barbiera (9-), Miroslav a Michal Coubal, 1989[3], oceněno jako Výstup roku ČHS
- Český prvovýstup 2010 Erectissima, 8+/A3, Dušan Janák, Pavel Jonák, Václav Šatava, Richard Jurečka[4], volný přelez Dušan Janák a Miroslav Peťo klasifikace 10-[5]. Erectissima je v současnosti jednou z nejtěžších cest na Cimu Grande.

Cima Ovest
- První výstup na Cimu Ovest uskutečnili M. Innerkofler a G. Ploner v roce 1879 též z jihu normálkou. Trasa: Několik metrů pod sedlem Forcella Grande sutinovým žlabem doleva. Červené značky na skále, přes komíny a sutinové terasy až na polici pod vrcholem. Po ní na západ – vlevo, asi doprostřed západní stěny. Stupni a komíny na vrchol. 2-3 hodiny, obtížnost II.
- Prvovýstup na Cimu Ovest severní stěnou – Riccardo Cassin a V. Ratti v roce 1935.
- Prvovýstup na Cimu Ovest cestou "Pan Aroma" – Alexander Huber v roce 2007, obtížnost 11- (8c+).

Cima Piccola
- Na Cimu Piccolo poprvé vystoupili v roce 1881 M. a H. Innerkoflerovi, nejtěžší z normálek, obtížnost IV-.

## Zajímavosti
Do roku 1919 tvořily vrcholy hranici mezi Itálií a Rakouskem. Během první světové války procházela oblastí válečná fronta a z množství pozůstatků je zajímavý např. tunel v masivu Paternkofelu, kterým dnes prochází značená cesta, a dále řada opevnění, umělých jeskyní a také pamětních desek.
V současnosti tvoří vrcholy hranici mezi italskými provinciemi Bolzano a Belluno a zároveň mezi italsky a německy mluvícím obyvatelstvem regionu.
Pod vrcholy Tre Cime často končí jedna z etap nejtěžšího cyklistického etapového závodu Giro d'Italia.

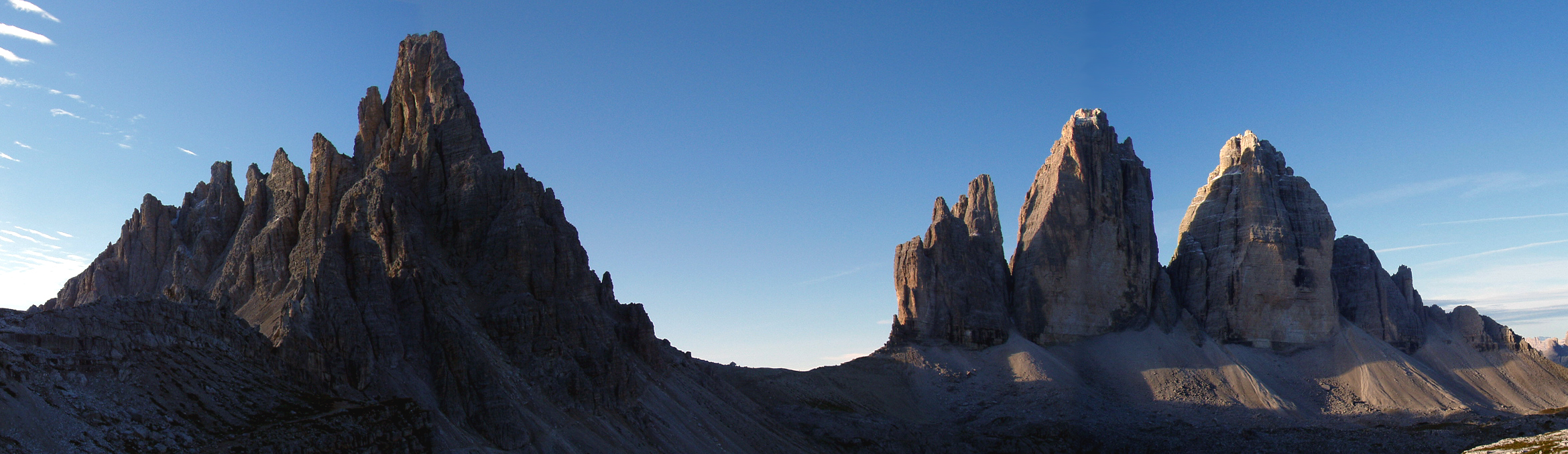
Paternkofel a Tre Cime ze severu. Vpravo Cima Ovest/Westliche Zinne, uprostřed Cima Grande/Große Zinne, vlevo skupina vrcholů Cima Piccola/Kleine Cinne, Punta di Frida a Cima Piccolissima/Torre Preuß